# Głaz Leśników

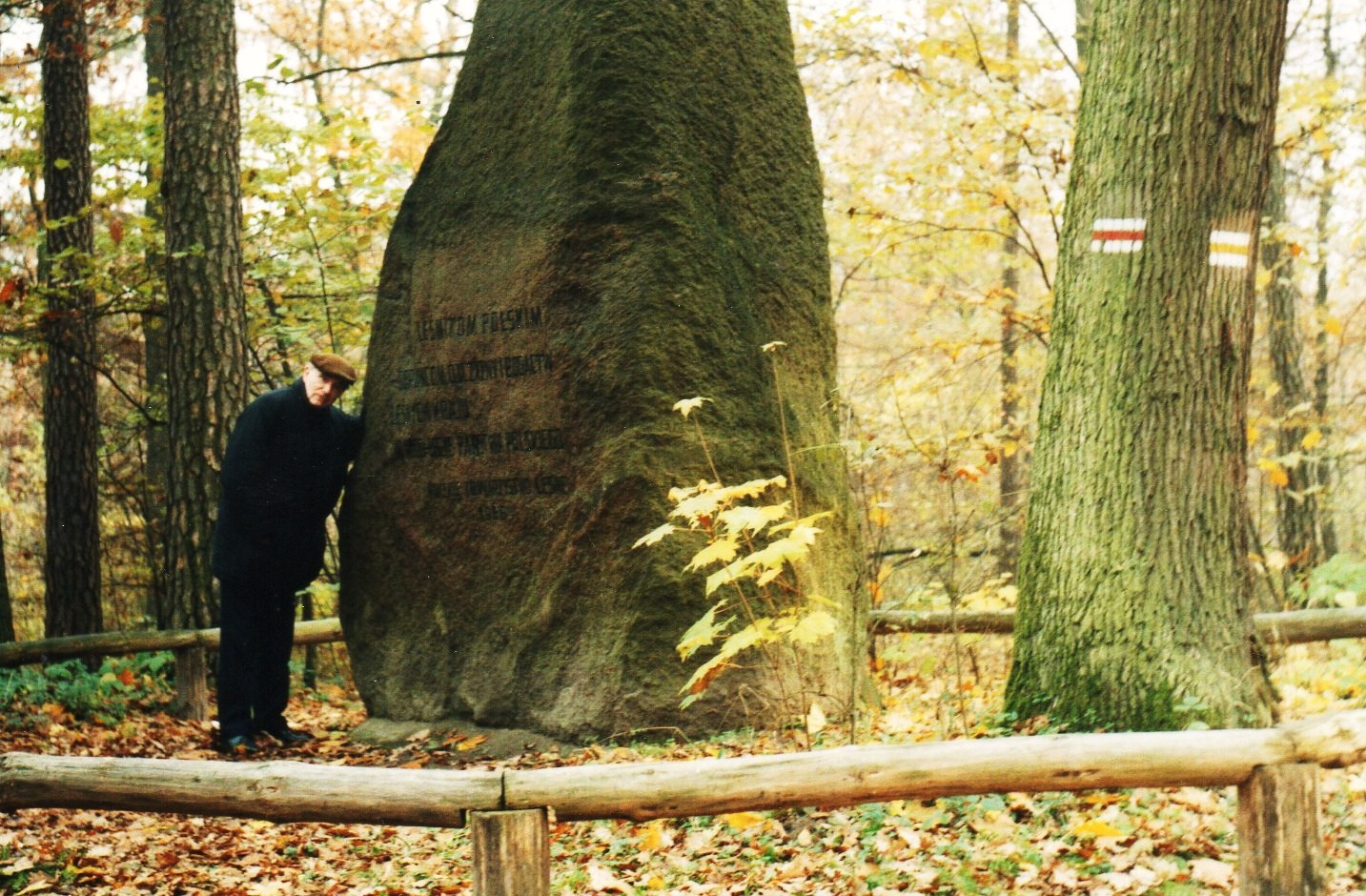
Głaz Leśników w listopadzie 1995

Głaz Leśników – kamień pamiątkowy upamiętniający polskich leśników, znajdujący się przy Greiserówce (betonowej drodze łączącej Komorniki z Jeziorami), na terenie Wielkopolskiego Parku Narodowego. Uznany za pomnik przyrody nieożywionej decyzją z dnia 30 października 1965. Na obecnym miejscu ustawiono go w 1966 z okazji Tysiąclecia Państwa Polskiego. 

## Charakterystyka
Wysokość 4 metry, obwód 10,5 metra, szerokość 1,53 metra, waga ponad 20 ton. Wyryto na nim inskrypcję o treści: 

Leśnikom polskimobrońcom Ojczyzny i bogactw
leśnych kraju
w 1000-lecie Państwa PolskiegoPolskie Towarzystwo Leśne1966

Głaz narzutowy pierwotnie znajdował się w oddziale leśnym numer 91 Af, na terenie Wielkopolskiego Parku Narodowego. Wykopano go z glinianki w pobliżu Osowej Góry za zgodą konserwatora przyrody we wrześniu 1966 i przewieziono w obecne miejsce, do oddziału numer 115. Przewozu dokonano w czynie społecznym przy udziale żołnierzy z poznańskiej Oficerskiej Szkoły Wojsk Pancernych i pracowników Poznańskiego Przedsiębiorstwa Budowy Dróg. Napis wyrył, także w czynie społecznym, rzemieślnik-budowlaniec Marian Kołakowski z Poznania. 
Przy głazie znajduje się węzeł jednych z najważniejszych szlaków turystycznych na terenie parku:
- Puszczykówko – Sulęcinek,
- Puszczykowo – Puszczykówko.

Od Głazu Leśników można dojść Greiserówką do pałacu Arthura Greisera w Jeziorach.